# Poul Westergaard
Poul Westergaard (født 15. marts 1932 i Hjørring) er en dansk tidligere major og politiker. Han var medlem af Folketinget for Danmarks Retsforbund 1973-1975.
Westergaard er søn af bogholder Peder Westergaard. Han blev student fra Hjørring Gymnasium i 1949 og tog handelseksamen i 1950. Herefter blev Westergaard uddannet ved sygehusvæsenet 1950-53. Han gik på Hærens Officersskole 1955-57. Westergaard har været major i Forsvarets Intendanturkorps samt været landmand og redaktør for Danmarks Retsforbunds blad Vejen frem.
Westergaard blev kandidat til Folketinget for Danmarks Retsforbund i 1964. Han blev valgt i Københavns Amtskreds ved det såkaldte jordskredsvalg i 1973 og sad i Folketinget fra 4. december 1973 til 9. januar 1975.